# Араужу да Силва, Силас
Си́лас Арау́жо да Си́лва (порт.-браз. Silas Araújo da Silva; род. 30 мая 1996, Пелотас, Риу-Гранди-ду-Сул) — бразильский футболист, полузащитник клуба «Пелотас».

## Биография
Силас — воспитанник академии бразильского клуба «Интернасьонал». В мае 2017 года подписал контракт на 2 года с украинским клубом «Заря» (Луганск). 30 июля того же года в матче против клуба «Александрия» дебютировал в чемпионате Украины.
В феврале 2021 года стал игроком бразильского клуба «Пелотас».